# Dasumia nativitatis
Dasumia nativitatis är en spindelart som beskrevs av Brignoli 1974. Dasumia nativitatis ingår i släktet Dasumia och familjen ringögonspindlar.
Artens utbredningsområde är Grekland. Inga underarter finns listade i Catalogue of Life.